# Diocèse de Grand Falls
Le diocèse de Grand Falls est un diocèse de l'Église catholique au Canada situé dans la province de Terre-Neuve-et-Labrador. Il est le suffragant de l'archidiocèse de Saint-Jean et a pour siège la cathédrale de l'Immaculée-Conception de Harbour Grace. Depuis 2011, son évêque est Robert Anthony Daniels. Le diocèse a été érigé canoniquement le 29 février 1856 sous le nom de diocèse de Harbour Grace. En 1958, il a été renommé en diocèse de Harbour Grace-Grand Falls avant d'adopter son nom actuel en 1964.

## Description

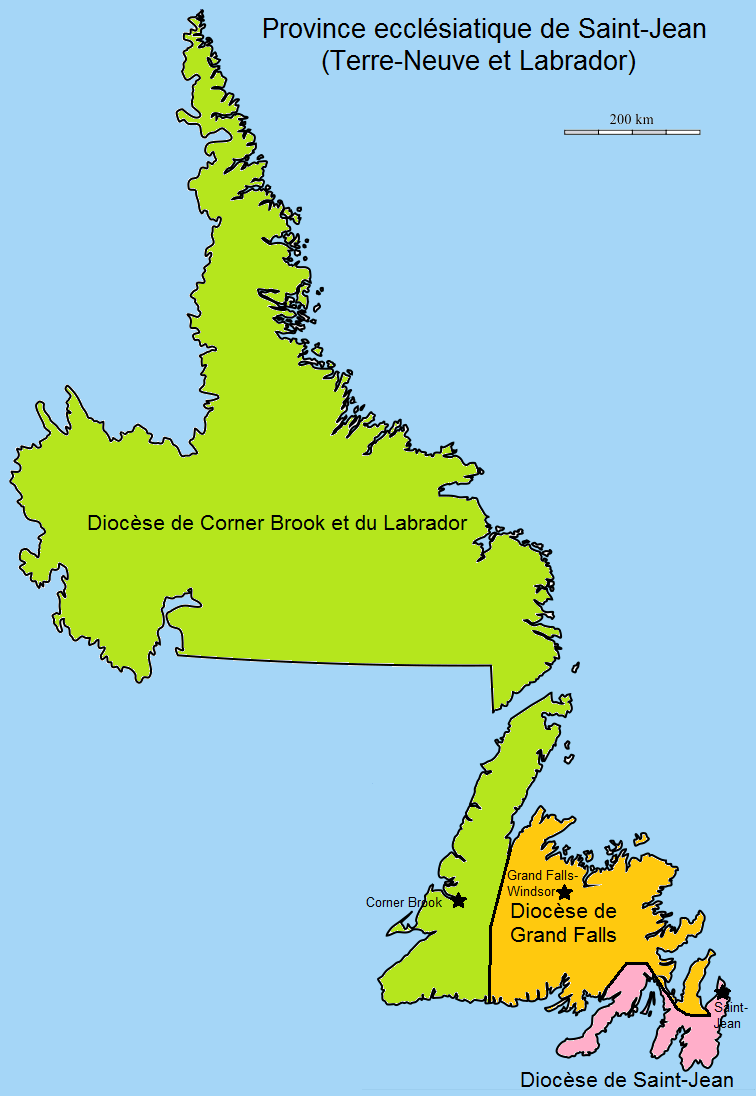
Carte de la province ecclésiastique de Saint-Jean avec le diocèse de Grand Falls en orange au centre de l'île de Terre-Neuve.

Le diocèse de Grand Falls est situé sur l'île de Terre-Neuve dans la province de Terre-Neuve-et-Labrador au Canada. Son siège est la cathédrale de l'Immaculée-Conception de Harbour Grace,. Il couvre une superficie de 42 368 km2,. Depuis le 1er mars 2011, son évêque est Robert Anthony Daniels,. Le diocèse dessert une population de 47 715 catholiques avec 34 prêtres en 2017.
En 2017, le territoire du diocèse est divisé en 30 paroisses en plus de 37 missions. Il est contigu au diocèse de Corner Brook et du Labrador à l'ouest et de l'archidiocèse de Saint-Jean à l'est.
Le saint patron choisi pour le diocèse est l'Immaculée Conception dont la fête est le 8 décembre.

## Histoire

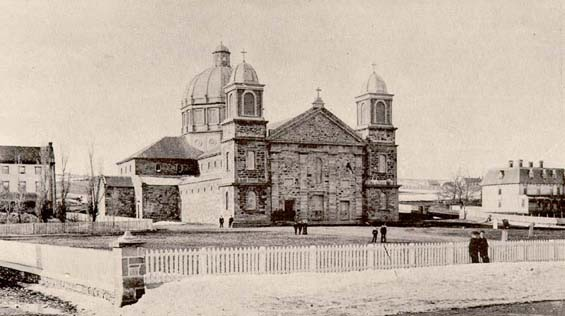
L'ex-cathédrale de l'Immaculée-Conception de Harbour Grace en 1894.

Emplacement du diocèse.

Le diocèse a été érigé canoniquement le 29 février 1856 sous le nom de diocèse de Harbour Grace (Dioecesis Portus Gratiae en latin). Auparavant, son territoire faisait partie du diocèse de Terre-Neuve (de nos jours, l'archidiocèse de Saint-Jean),. Son premier évêque fut John Dalton, un franciscain originaire d'Irlande,.
Le 16 septembre 1870, le diocèse perdit une partie de son territoire lors de l'érection de la préfecture apostolique de Placentia qui a été dissoute et intégrée au diocèse de Saint-Jean en 1891,. Le 13 juillet 1945, il perdit à nouveau une partie de son territoire lors de l'érection du vicariat apostolique du Labrador (de nos jours, le diocèse de Labrador City-Schefferville),. Le 22 février 1958, il a été renommé en diocèse de Harbour Grace-Grand Falls (Dioecesis Portus Gratiae-Grandfallensis en latin). Le 30 octobre 1964, il adopta son nom actuel, soit diocèse de Grand Falls (Dioecesis Grandicataractensis en latin),.

## Évêques
| # | Nom                         | Dates                             |
| - | --------------------------- | --------------------------------- |
| 1 | John Dalton                 | 19 février 1856 - 5 mai 1869      |
| 2 | Enrico Carfagnini (en)      | 13 mai 1870 - 27 février 1880     |
| 3 | Ronald MacDonald            | 24 mai 1881 - 3 septembre 1906    |
| 4 | John March                  | 28 août 1906 - 12 janvier 1940    |
| 5 | John Michael O'Neill        | 8 juin 1940 - 23 novembre 1972    |
| 6 | Alphonsus Liguori Penney    | 23 novembre 1972 - 28 mars 1979   |
| 7 | Joseph Faber MacDonald (de) | 11 janvier 1980 - 23 octobre 1998 |
| 8 | Martin William Currie       | 12 décembre 2000 - 1er mars 2011  |
| 9 | Robert Anthony Daniels      | Depuis le 1er mars 2011           |

## Galerie

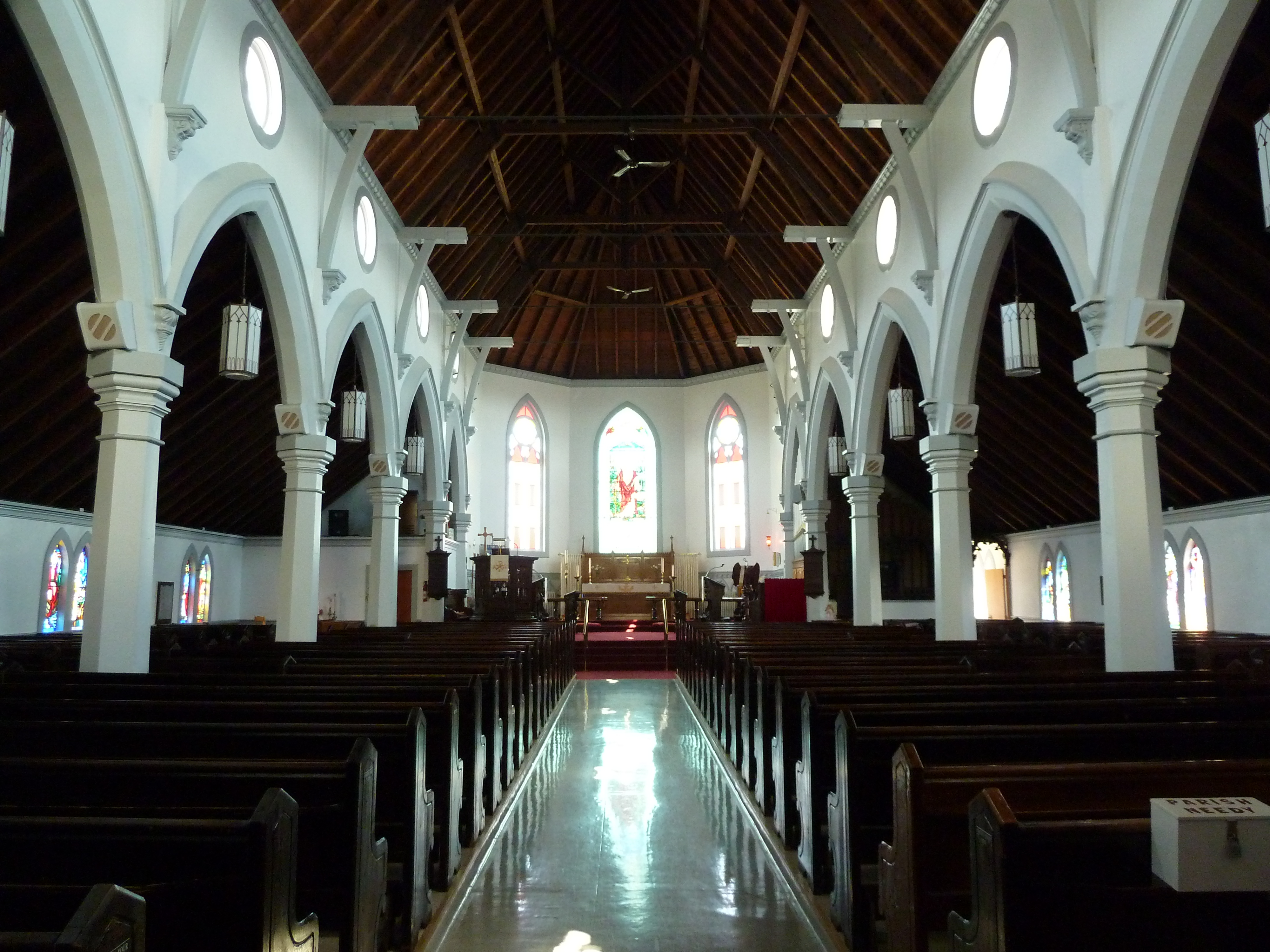
Intérieur de la cathédrale de l'Immaculée-Conception de Harbour Grace.
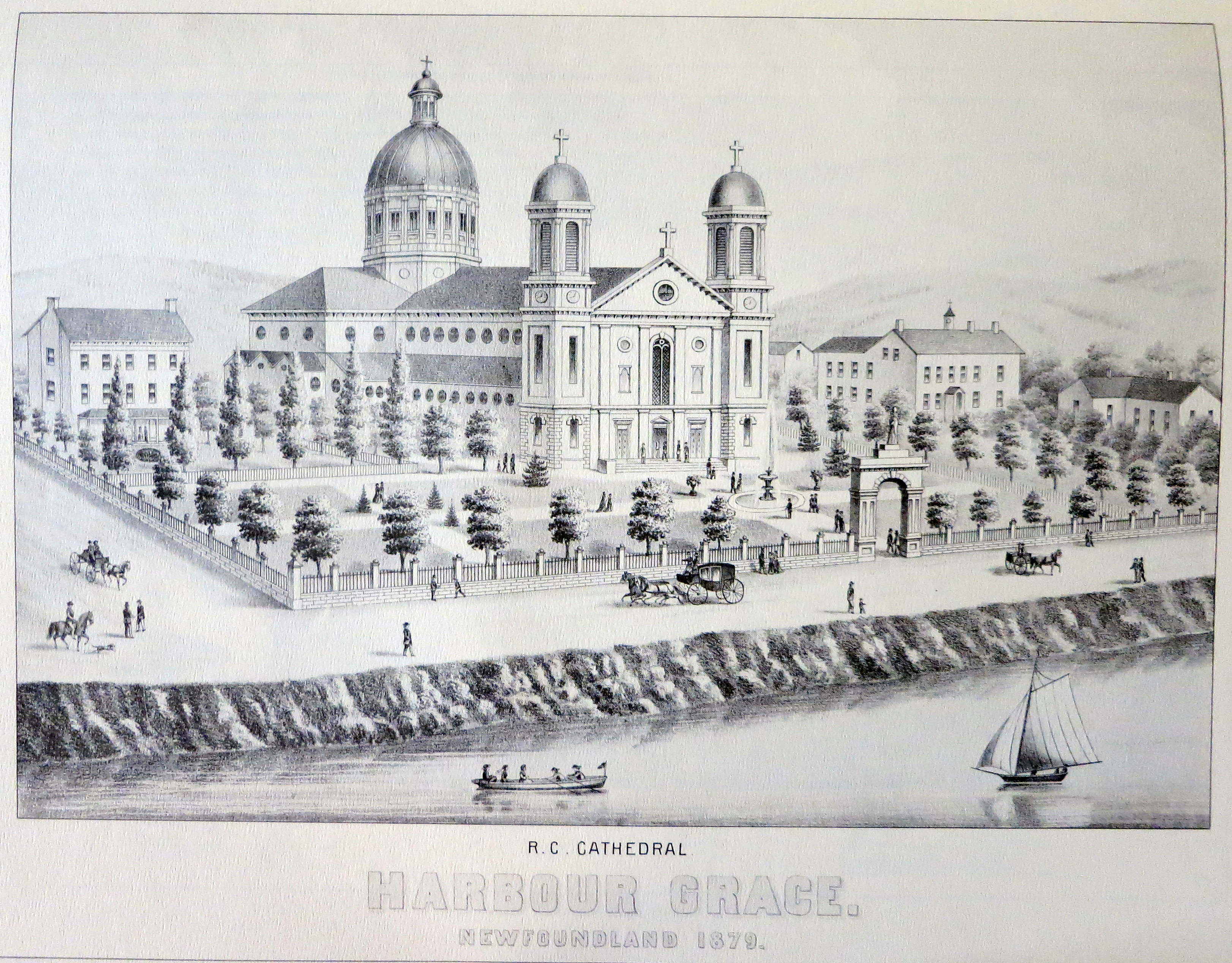
Dessin de l'ex-cathédrale de l'Immaculée-Conception de Harbour Grace en 1896
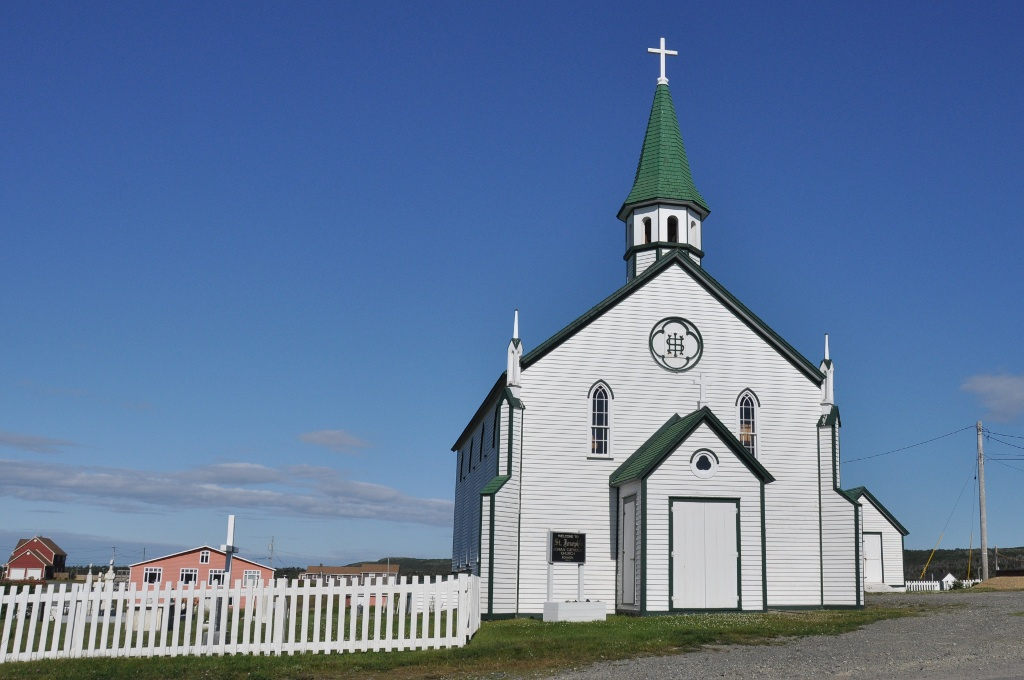
L'église Saint-Joseph de Bonavista.

## Source
- (en) Cet article est partiellement ou en totalité issu de l’article de Wikipédia en anglais intitulé « Roman Catholic Diocese of Grand Falls » (voir la liste des auteurs).